# Sanand
Sanand är en stad i den indiska delstaten Gujarat, och tillhör distriktet Ahmedabad. Den är en förort till Ahmedabad, och folkmängden uppgick till 41 530 invånare vid folkräkningen 2011.